# ラリサの戦い
ラリサの戦い（英 : Battle of Larissa）は、ビザンツ帝国とイタリア・ノルマン系の公国であるプッリャ・カラブリア公国との間で1082年に勃発した戦闘である。1082年11月3日、ノルマン軍はラリサを包囲した。翌年7月、ビザンツ軍はラリサを包囲するノルマン軍に攻撃を仕掛け、騎射攻撃をもってノルマン軍を翻弄した。結果ノルマン軍は困難し、同時に軍中での内部対立も発生したため、包囲を解き撤退を開始した。

## 背景
ノルマン人は1015年に初めて南イタリア地方に到来した。当初、彼らは北フランス地方からイタリアにやってきて、現地のランゴバルド人諸侯に傭兵として仕え、ビザンツ帝国と対立するランゴバルド諸侯を軍事力をもって支援した。ノルマン人傭兵は主君から褒章として封土を授かり、徐々に力を持ち始め、遂には教皇権力に挑戦するにまで至った。1054年にはチヴィターテの戦いでローマ教皇派の軍勢を撃破し、ローマ教皇に対してノルマン人の権威を認めさせた。1059年、教皇はノルマン人の首領ロベルト・イル・グイスカルドをプッリャ・カラブリア・シチリア島の公爵に任命した。しかしプッリャ地方とカラブリア地方の大半の地域はビザンツ帝国が実効支配しており、シチリア島はサラセン人の統治下に置かれていたのだった。
その後ロベルトは兄弟のルッジェーロ1世とともにイタリアに残るビザンツ帝国の拠点を攻め落とし、1071年にはイタリアに残る最後のビザンツ帝国の拠点であったバーリを攻め落とした。また翌年にはシチリア首長国を撃破してシチリア島を完全に征服した。イタリアで急激に勢力を広げるロベルトらに対して、1073年にビザンツ皇帝ミカエル7世ドゥーカスがロベルトに対して使者を派遣し、ロベルトの娘エレナとミカエル7世の息子コンスタンティンとの婚約を提案し、ロベルトを懐柔せんと試みた。ロベルトはこの提案を受け入れ、娘をコンスタンティノープルへと向かわせた。しかしその後、ミカエル7世はニケフォロス・ボタネイアテスに反乱を起こされ、退位を強制された。結果、ヘレナはビザンツ皇位を獲得する機会を失い、ロベルトの思惑も大いに外れることとなった。ロベルトはこの出来事を逆手に取り、娘のヘレナが「婚約の一方的な破棄という酷い仕打ちを受けた」ことを主張して報復としてビザンツ帝国への遠征を企画した。しかし遠征直前にイタリアで反乱が勃発したため、遠征は暫し延期なされた。
反乱鎮圧後、ロベルトは従軍適齢期の全ての男子を自軍に組み込み、この新兵たちに訓練を施した。同時に彼はコンスタンティノープルの王宮に使者を派遣し、ヘレナを丁寧に扱うよう要求すると共に、ビザンツ帝国軍司令長官アレクシオスの調略も行った。これらの試みの結果はよく分かっていないが、使者として派遣したロベルトの家臣はアレクシオスの人望に惚れ込んでしまったと伝わっている。また、彼がイタリアに帰還する頃、アレクシオス長官は反乱を起こし、ボタネイアテス帝を打ち破り自らがビザンツ皇帝に即位したという報告が同時にイタリアに届けられた。
使者がイタリアに帰還した際、アレクシオスの人望に惚れ込んだ彼はロベルトに対して、「アレクシオスはノルマン人との友好関係を強く望んでおり、戦争を望んでいるわけではない」と強く力説し、アレクシオス帝と平和条約を締結するよう強く主張したとされる。しかしロベルトはもはやビザンツ帝国と講和する気など毛頭なかった。そして彼は息子のボエモンを先遣隊としてギリシャに派遣した。ボエモン軍はヴロラに上陸し、ロベルトはボエモン軍の後を追ってゆるゆると進軍した。
1081年10月18日、バルカン半島の都市デュッラキウムを包囲していたノルマン軍は、帝国各地からかき集めた軍団を率いてデュッラキウム防衛のためにやってきたアレクシオス1世コムネノスと全面衝突した。結果、ビザンツ軍はノルマン軍に敗れた。ビザンツ軍はこの上ない大敗を喫し、5,000人の戦士たちが死傷した。一方のノルマン軍もそれなりの損害を被ったとされる。戦後、デュッラキウムにビザンツ守備兵とヴェネツィアから派遣されたヴェネツィア援軍を残したまま、ビザンツ帝国軍は撤退した.。
1082年2月、デュッラキウムは市内のヴェネツィア市民またはアマルフィ市民の手引きにより、ノルマン軍に陥落した。ロベルト率いるノルマン軍はこの勢いで内陸部へと進軍を続け、大した抵抗を受けることなく北ギリシャ地域を占領した。しかしこの時、イタリア半島でノルマン人に対する反乱が勃発した上に、ノルマン人の同盟者である教皇グレゴリウス7世が立てこもるローマが神聖ローマ皇帝ハインリヒ4世によって包囲されるという事件が発生した。この報告を受けたロベルトはボエモンをギリシャに残した上で、イタリアは急遽帰還した。ハインリヒ帝とアレクシオス帝はロベルトに対抗するために同盟を結び、アレクシオス帝から莫大な金を受け取った見返りとしてハインリヒ帝はイタリアに侵攻しローマを包囲したのだった。
アレクシオス帝はこの隙に教会からすべての財産を押収し、これを資金に新たな軍団を徴兵した。テッサロニキ地域から軍勢を集めたアレクシオス帝は、ボエモン率いるノルマン軍に2度にわたる攻撃を仕掛けたが、どちらの戦でもノルマン軍に敗れたとされる。結果、ボエモンはマケドニア地方とテッサリア地方をノルマン人の勢力下に収める事に成功したのだった。

## 戦闘
1082年11月3日、ボエモンはトリカラに敷いた宿営を出発し、ラリサの包囲を始めた。ラリサの包囲戦における戦闘経過や当時のラリサの防衛体制については何もわかっていない。この時ラリサは経験豊富な政治家レオ・ケファラスによって統治されたいた。包囲が始まって6ヶ月が経った頃、防衛側の死傷者が増加し始めたことを受けて、レオはアレクシオス帝に対して早急な支援を要請する書状を送った。援軍要請を受けたアレクシオス帝は、ノルマン軍内部に「指揮官の内に謀反を企てている者がいる」という偽情報を流布させて内部対立を引き起こした。そして1082年冬には、セルジューク朝から7,000人のトルコ傭兵を受け取り自軍に組み込んだ。このトルコ傭兵部隊はカミュリスという名の将軍が率いていたとされる。アレクシオス帝はその後もコンスタンティノープルにて軍勢を徴兵しつつ、ユーティミウス総主教をテッサロニキに派遣して現地でも軍を徴兵した。またユーティミウスはノルマン人らと交渉も行った。1083年3月、アレクシオス帝はコンスタンティノープルを出陣し、ラリサに向けて進軍を開始した。ビザンツ軍はテンペ谷を通過し、ピニオス川沿いの土手にあるPlabitzaという場所で宿営を設置した。
ビザンツ軍はノルマン軍と直接交戦するのを避け、ラリア市街の南西部を通ってノルマン軍の抵抗を避けた上で、4月頭にトリアラに着陣した。そして斥候兵を用いてノルマン人に現地の重要な地勢情報を提供した現地民を捕縛させた。この時のビザンツ軍は戦闘経験が豊富でなかったため、ノルマン軍を打ち破るためには狡猾な策略を用いざるを得なかったのだ。翌日、ニケフォロス・メリセノス将軍らは帝国旗を掲げてラリサ市街の東側から包囲するノルマン軍に接近した。歴史家ヨハネス・ザラナスの文献によれば、この囮部隊はアレクシオス帝の兄弟のエイドリアンが指揮していたとされ、この部隊は帝国旗を見せつけることで、ノルマン軍に対してアレクシオス帝が率いるビザンツ帝国軍がラリサに現れたことを知らしめるきっかけになったという。そしてノルマン軍とビザンツ軍囮部隊は暫し交戦し、囮部隊は計画通り偽装退却し、ノルマン軍を誘き寄せた。彼らはノルマン軍をLykostomion（狼の口 という意）という場所に誘導し、この地で精鋭部隊を率いて待ち構えるアレクシオス帝率いる部隊の目の前に誘き寄せた。そしてビザンツ軍傘下の少数の軽装歩兵部隊や騎馬弓兵が誘き出されたノルマン軍に別方向から攻撃を仕掛け、彼らを混乱させた。結果、ノルマン軍は大きな損害を被った。一方この頃、ボエモンは宿営地でブドウを食べていたという（この記述により、戦闘が行われた時期が6月であることがわかる）。翌日、トルコ騎兵やペチェネグ騎兵はボエモンの宿営を襲撃したのち自国へと帰還した。ノルマン軍は宿営でファランクス陣形を構築して攻撃を耐えていたが、ノルマン軍の軍旗持ちが戦死したことで軍内にパニックが伝播し、最終的にトリカラへと撤退した。

## その後
ノルマン軍の内部対立はより広がった。ノルマン軍の指揮官たちはボエモンに対して、これまでの2年半年分の給与の支払いを要求した。しかしボエモンはそれだけの資金を有しておらず、ノルマン軍の大半はイタリア半島へと帰還していった。バルカン半島に残ったのは、カストリアを防衛する少数の守備兵のみであった。
アレクシオス帝はノルマン人に対する戦争に協力したヴェネツィアに対して、帝都における商業権や免税特権をヴェネツィア商人に付与した。ヴェネツィア共和国はそれに応え、デュッラキウムやケルキラ島をノルマン軍から奪還した上でビザンツ帝国に返還した。これらの一連の勝利により、ビザンツ帝国は戦争勃発前の状況を維持する事に成功し、これはビザンツ帝国の権威回復に繋がった。

## 文献
- Brown, Reginald Allen (1984). The Normans. Woodridge: Boydell Press. ISBN 0-85115-199-X
- Anna Komnene (translated by E. R. A. Sewter). The Alexiad. London: Penguin Books, 1996,ISBN 0-14-044215-4.
- Gravett, Christopher; Nicolle, David (2006). The Normans: Warrior Knights and their Castles. Oxford, United Kingdom: Osprey Publishing. ISBN 1-84603-088-9
- Haldon, John F. (2001). The Byzantine Wars: Battles and Campaigns of the Byzantine Era. Stroud, Gloucestershire: Tempus Publishing. ISBN 0-7524-1795-9
- Harris, Jonathan (2003). Byzantium and the Crusades. London, United Kingdom: Hambledon and London. ISBN 1-85285-298-4
- Holmes, Richard (1988). The World Atlas of Warfare: Military Innovations that Changed the Course of History. Viking Studio Books. ISBN 0-670-81967-0
- Norwich, John Julius (1995). Byzantium: The Decline and Fall. London, United Kingdom: Viking. ISBN 0-670-82377-5
- Theotokis, Georgios (2014). The Norman Campaigns in the Balkans 1081–1108 AD. Boydell Press. ISBN 978-1843839217
- Theotokis, Georgios (2020). War in Eleventh-Century Byzantium. Taylor & Francis. ISBN 978-0429576881
- Treadgold, Warren T. (1997). A History of the Byzantine State and Society. Stanford, California: Stanford University Press. ISBN 0-8047-2421-0
- Vranousi, Era A. (1962) (Greek). "Κομισκόρτης ο έξ Αρβάνων": Σχόλια εις Χωρίον της Άννης Κομνηνής (Δ' 8,4). Ioannina: Εταιρεία Ηπειρωτικών Μελετών